# Gemelliporidra typica
Gemelliporidra typica är en mossdjursart som beskrevs av Ferdinand Canu och Ray Smith Bassler 1927. Gemelliporidra typica ingår i släktet Gemelliporidra och familjen Hippaliosinidae.
Artens utbredningsområde är Mexikanska golfen. Inga underarter finns listade i Catalogue of Life.